# Tessela

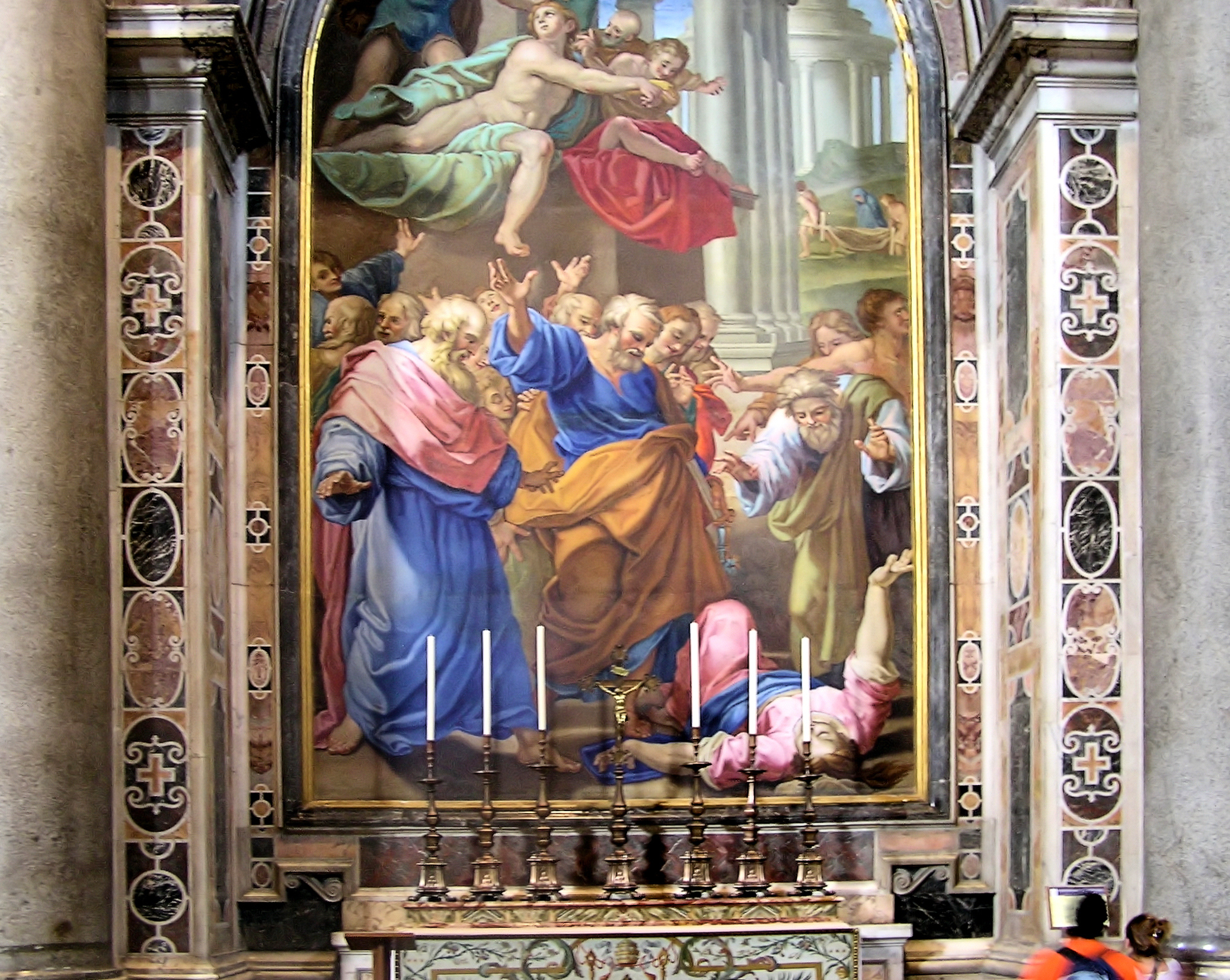
Um mosaico feito de tesselas na Basílica de São Pedro, Estado do Vaticano, Itália

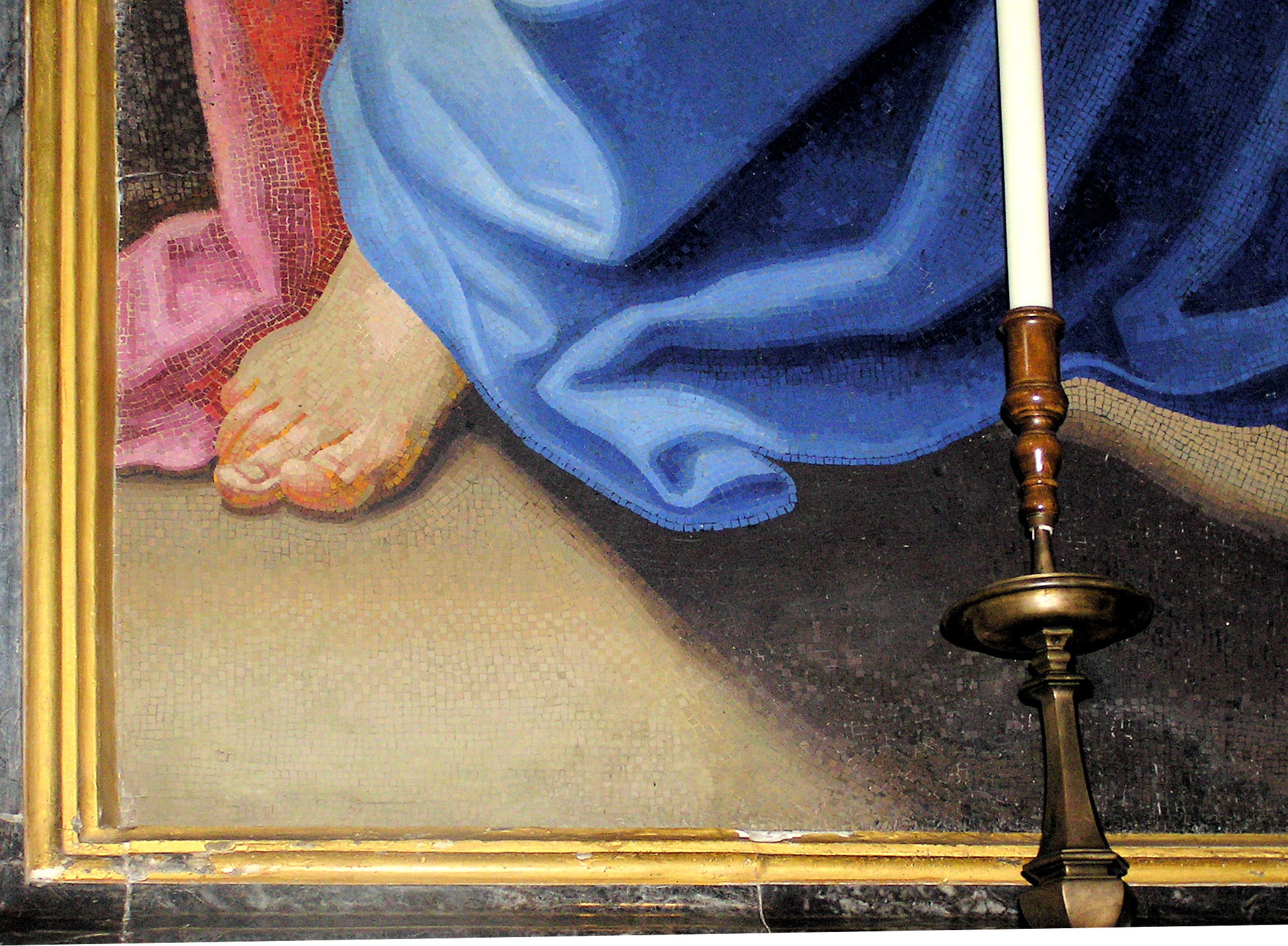
Detalhe no canto inferior esquerdo da imagem acima. Uma inspeção cuidadosa da imagem completa revela as tesselas individuais.

Tessela, téssera  (do latim tessĕra,ae ou  tessella,ae, calcado no grego τέσσαρες, transl. téssares, 'quatro') é uma peça, geralmente quadrangular ou cúbica usada no revestimento de pavimentos, mosaicos ou marchetaria. Geralmente a palavra é usada como sinónimo de abáculo, se bem que este termo também possa designar um pequeno ábaco ou ainda um tipo de mesa antiga pequena.
Em outros contextos, tessela pode designar pedras quadradas usadas para construir o pavimento de compartimentos de edifícios. O termo é também usado especificamente para designar pequenas peças ou cubos coloridos de tijolo, vidro ou pedra que, embutidos, constituem um mosaico ou que são usados para decorar pavimentos.

## Tesselas históricas

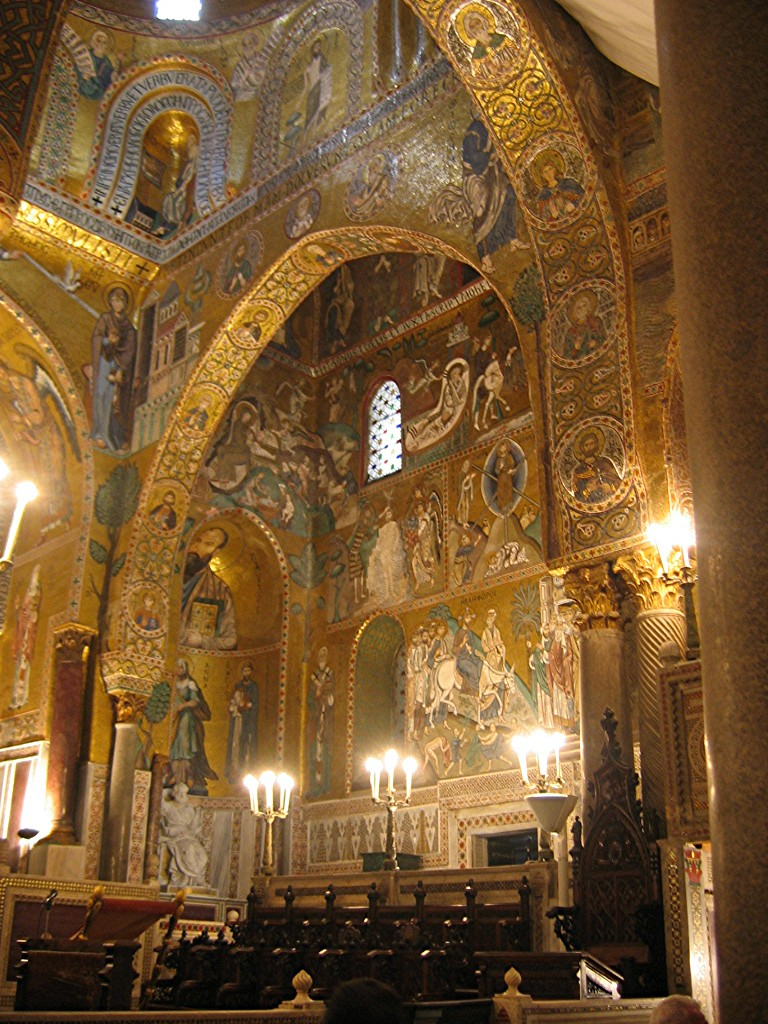
O efeito iluminador único das tesselas douradas, Capela Palatina in Palermo, Sicília, século XII.

As tesselas mais antigas conhecidas datam do terceiro milênio a.C., descobertas na antiga cidade de Shahdad, na província de Carmânia, no Irã.[carece de fontes?]

Na antiguidade, os mosaicos eram formados a partir de seixos coloridos formados naturalmente. Por volta de 200 a.C. tesselas de pedra lapidada eram usadas em mosaicos helenístico-gregos. Por exemplo, um grande conjunto de material sobrevivente do período helenístico pode ser encontrado nos mosaicos de Delos, na Grécia, datados do final do século II a.C. Painéis de mosaico decorativos da Roma Antiga e mosaicos de piso também foram produzidos durante o século II a.C., particularmente em locais como Pompéia. Mármore ou calcário foram cortados em pequenos cubos e organizados em desenhos representativos e padrões geométricos.

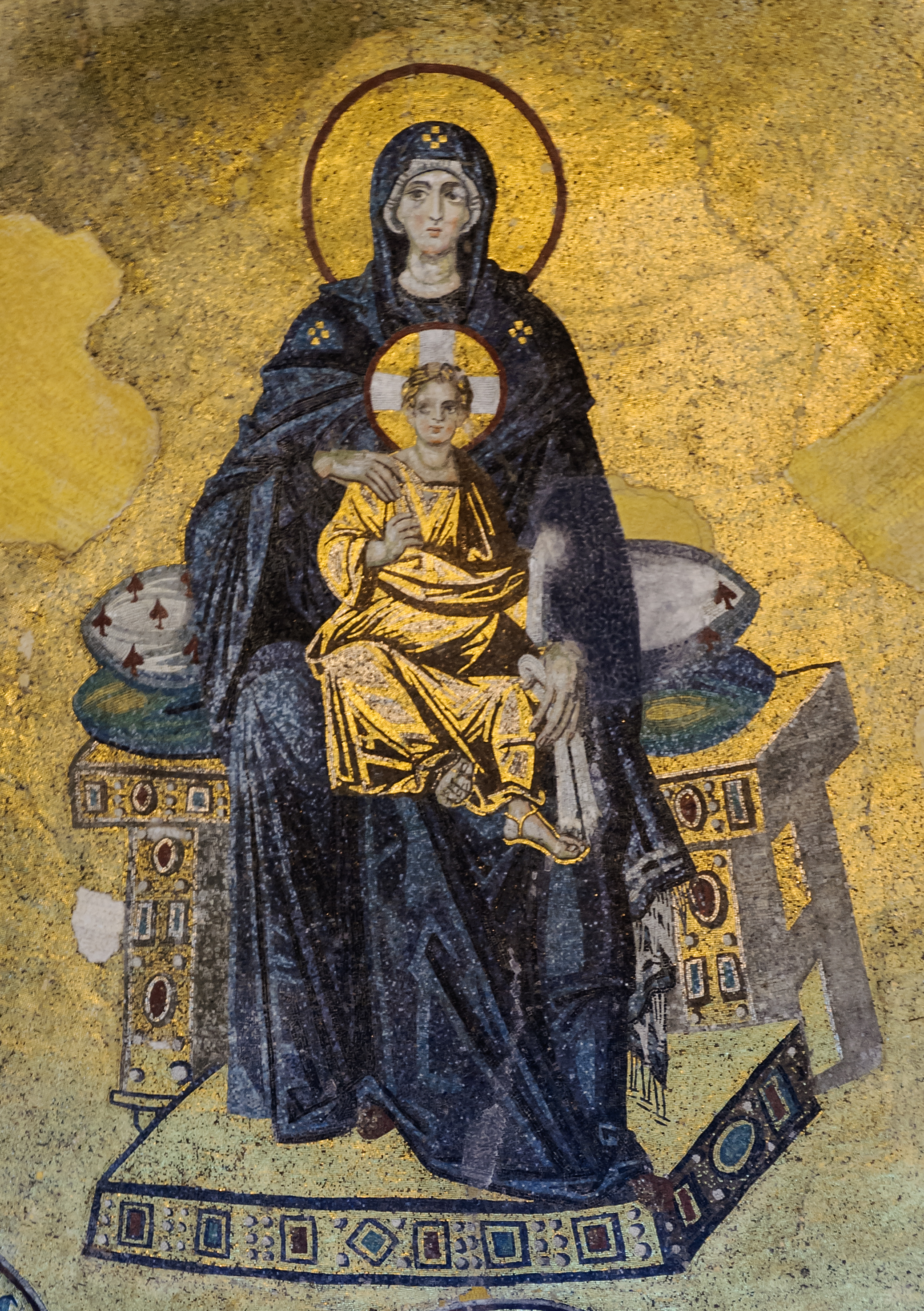
Mosaico abside da Virgem e o Menino, Santa Sofia, apresentando tesselas douradas intensamente luminosas

Mais tarde, as tesselas foram feitas de vidro colorido ou vidro transparente revestido com folhas de metal. Os bizantinos usavam tesselas com folha de ouro, caso em que as peças de vidro eram mais planas, com duas peças de vidro imprensando o ouro. Isso produziu um reflexo dourado emanando entre as tesselas e também em sua frente, causando um efeito muito mais rico e luminoso do que até mesmo a folha de ouro simples criaria.

## Tesselas contemporâneas

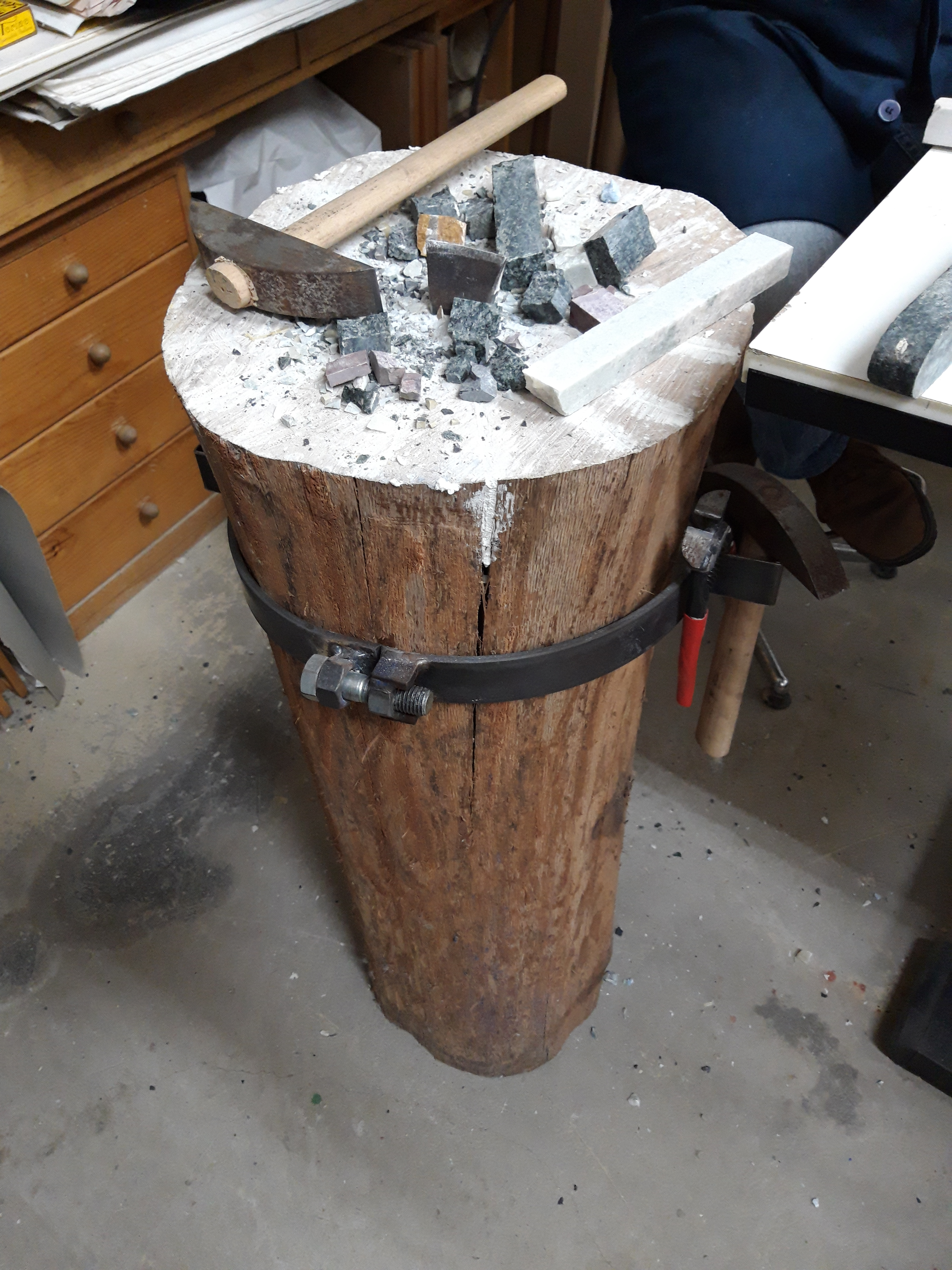
Bloco de madeira com martelo e talhadeira para cortar mosaicos.

### Vidro
São ladrilhos de vidro fabricadas em formato e tamanho uniformes. Eles são feitos de vidro derretido sendo despejado em bandejas e queimado. Na parte inferior é feita uma impressão de ranhuras para auxiliar na adesão ao cimento durante a fixação.

### Tesselas iridizadas, marmorizadas e metálicas
Tesselas iridizadas (com qualidade reflexiva), marmorizadas (apresentando cores contrastantes e complementares), metálicas (semitransparentes com veios de ouro ou bronze) e millefiori (tesselas redondas de Murano feitas à mão com padrões intrincados) também são amplamente utilizadas.

### Ladrilhos cerâmicos
Esta é a gama mais barata de materiais comprados e pode ser esmaltada ou não. Os ladrilhos cerâmicos esmaltadas têm a cor pintada no topo da argila e depois queimadas em alta temperatura em forno. A versão não vidrada ou esmaltada tem a cor misturada à argila úmida para que a cor percorra-a. Eles variam em tamanho.

### Esmaltes
Este é o material de mosaico clássico. É vidro opaco queimado em grandes placas em um forno e depois cortado à mão em pequenos cubos com um martelo e um cinzel resistente. Seu acabamento irregular os torna um maravilhoso refletor de luz e esse material é melhor utilizado diretamente no cimento. É produzido em Veneza e vendido por cor e peso.

### Esmalte de ouro
Este ladrilho é feito com folhas de ouro e prata imprensadas entre duas camadas de vidro e queimadas duas vezes no forno para embutir no metal.

### Espelho
Fragmentos de espelho estão disponíveis como sobras em oficinas de corte de vidro.

### Vitral
Os vitrais opacos vêm em folhas grandes que podem ser cortadas em seções menores com um cortador de vidro.

### Azulejos de cerâmica domésticos e porcelana
Vários objetos domésticos, incluindo cacos de cerâmica, podem ser usados, especialmente na técnica trencadís ou pique assiette.